# Sensational Spider-Man
Sensational Spider-Man è stata una serie a fumetti dedicata all'Uomo Ragno pubblicata negli Stati Uniti dalla Marvel Comics dal 1996 in sostituzione della serie Web of Spider-Man chiusa nel 1995.

## Storia editoriale

### Edizione americana
Prima serie
La prima serie è composta da 35 numeri (dal n° 0 al n° 33 ed un n° "-1") inizialmente scritta e disegnata da Dan Jurgens.
Seconda serie
La seconda serie è la continuazione di Marvel Knights: Spider Man iniziata nel giugno 2004 e di cui prosegue la numerazione a partire dal n° 23 dell'aprile 2006 e si è conclusa nel dicembre 2007 con il n° 41 che ospita la terza parte di Soltanto un altro giorno.

### Edizione italiana
In Italia la prima serie è stata pubblicata dal 1996 dalla Marvel Italia sulla collana Uomo Ragno a partire dal n°200 mentre la seconda è stata pubblicata dal 2006 dalla Marvel Italia/Panini Comics sulla collana Uomo Ragno a partire dal n°452 al n° 488.